# Manoir d'Espoo
Le Manoir royal d'Espoo  (en finnois : Espoon kartano, en suédois : Esbo gård) est un manoir construit dans le quartier Espoonkartano de la ville d'Espoo en Finlande.
Le quartier Espoonkartano tire son nom de celui du manoir.

## Histoire
Le roi  Gustave Vasa décide de bâtir ce manoir pour calmer les tensions à la frontière orientale de son royaume qui ont conduit à un conflit ouvert en 1555 . Le manoir royal est construit sur les terroirs des villages de  Espåby et de Mankby et les paysans reçoivent d'autres terres en échange. L'accord est signé le 27 août 1556
De 1557 à 1558, le premier bailli du manoir est Peder Mandel. De 1559 à 1563 le bailli est Truls Perinpoika.
Après le redécoupage de 1564 qui rattache Espoo au comté de Raasepori, le manoir n'a plus d'intendant. Après le redécoupage de 1572, le manoir a comme bailli Rasmus Jönsinpoika de 1572 à 1575. 
Ensuite Espoo sera  administré par le bailli de Raasepori jusqu'à la fin du siècle.
À partir de 1756, le manoir appartient à la famille Ramsay. Anders Henrik Ramsay l'achète en 1756 et c'est l'âge d'or de la propriété il y construit les deux ponts  Qvarnbro ja Sågbro en 1775 et le moulin en 1777. Sa fille Sofia Lovisa Ramsay hérite de la propriété en 1787 et y fait construire le bâtiment principal actuel en 1797. Après les Ramsay le manoir appartiendra entre-autres à Jacob De La Gardie et à Gustaf Horn. En 1909 il est acheté par la société Esbogård Ab avec pour objectif de le découper en parcelles. Le conseiller d'état August Ramsay rachète toutes les actions en 1914 et décide de conserver le manoir et tout l'espace en l'état. Le bâtiment principal est agrandi et reçoit son aspect actuel. Les descendants de August Ramsay gèrent de nos jours Esbogård Ab.

## Architecture
Wäinö Gustaf Palmqvist a rénové la façade en 1914-1915 en lui donnant son aspect classique actuel.